# Galactik Football
Galactik Football est une série télévisée d'animation française en 78 épisodes de 23 minutes, créée par Charles Barrez et Vincent Vandelli et diffusée entre le 27 mai 2006 et le 1er mars 2011.
En France, chaque saison fut diffusée originellement sur une chaîne différente. D'abord, la saison 1 fut diffusée sur France 2 dans l'émission KD2A, puis la saison 2 sur Jetix et enfin la saison 3 sur Disney XD. La série a par la suite été rediffusée sur Gulli le 26 octobre 2009 mais déprogrammé quelques années plus tard. Sur France 4 en 2010 jusqu'à une date inconnue, sur France Ô et sur TV5 Monde. En 2023 elle est rediffusée en intégralité sur la chaîne Game One. En 2025, elle est rediffusée aussi sur J-One.
En Belgique, la série a été diffusée sur La Deux. Au Québec, elle fut diffusée à partir du 16 septembre 2006 à la Télévision de Radio-Canada.
Son animation était le fruit d'un mélange entre 2D traditionnelle et infographie 3D.
En 2018, Galactik Football est mis en ligne sur les plateformes 6play, OCS et YouTube.

## Synopsis
Dans un futur lointain, les peuples de la galaxie ont acquis la capacité d'utiliser des énergies appelées « Fluides », qui leur donnent des pouvoirs dévastateurs. Après un conflit pour la maîtrise de ces Fluides, leur utilisation fut interdites dans tous les domaines, sauf un : une compétition sportive appelée le Galactik Football, qui devint le sport le plus spectaculaire de tous. Mais 15 ans avant les évènements de la série, la planète Akillian subit une catastrophe qui lui fit perdre son Fluide, appelé « Souffle ».
15 ans plus tard, une jeune équipe de football provenant d'Akillian et capable de maîtriser le Souffle, les Snow Kids (« enfants de la neige »), est recrutée par Aarch, une ancienne légende du football, pour essayer de gagner la Galactik Football Cup, le tournoi officiel de Galactik Football. Mais pour ce faire, ils devront faire face à de nombreuses équipes bien plus aguerries que la leur comme les Shadows, les Lightnings ou les Wambas, et devront s'imposer comme la meilleure équipe de la galaxie.
On suit alors leurs débuts de joueurs, de l'anonymat à la célébrité et leur évolution aussi bien dans le football que dans leur vie privée.

## Fiche technique
- Titre : Galactik Football
- Création : Charles Barrez et Vincent Vandelli
- Réalisation : Antoine Charreyron (saison 1), Frédéric Dybowski (saisons 1 et 2), Henri Zaitoun (saison 2) et Dominique Etchecopar (saison 3)
- Décors : Charles Barrez
- Musique : Marc Tomasi et Mehdi Elmorabit
- Montage : André Billaud, Penda Houzangbe, Lucile Boileau, Bertrand Martineau et Antoine Pierda
- Casting : Sybille Bernheim
- Production : Christian Davin, Clément Calvet, Justine Huynh Van Phuong et Heath Kenny
  - Production associée : Sybille Bernheim, Lilian Eche, Jérémie Fajner, Marc Gabizon, Julia Muentefering, Daina Sacco et Tapaas Chakravarti
  - Production déléguée : Clément Calvet et Paul Cummins
  - Production exécutive : Jean-Pierre Quenet et Justine Huynh Van Phuong
- Sociétés de production : Alphanim, France 2 (saisons 1 et 2) et Telegael (saison 3), Cofinova 2
- Société de distribution : Alphanim Distribution
- Pays d'origine :  France
- Langue originale : français
- Genre : série d'animation, science-fiction, football
- Durée : 23 minutes

## Distribution
- François Vincentelli (saisons 1 et 2) puis Frédéric Popovic (saison 3) : D'Jok, Rocket et Stevens (saison 3)
- Yann Pichon : Micro-Ice, Sinedd
- Isabelle Volpe : Tia, Adim, Nikki4 et Nina8 (saison 3)
- Emmanuel Gradi : Thran, Norata, Corso, Nork, le père de Tia
- Nathalie Bienaimé : Meï, Maya, la mère de Tia, Lun-Zia (saison 3)
- Cyril Aubin : Ahito, Artie, Mark (saisons 2 et 3), diverses robots
- Tony Joudrier : Aarch
- Bernard Jung : Clamp, Barry, Baldouin (saison 1), Warren, Luur (saison 2), Ataro le robot entraîneur de Paradisia (saison 3), un supporter Wamba (saison 2)
- Florence Dumortier : Dame Simbaï, Zyria (saison 3), Vega (saison 3)
- Patrick Béthune : Sonny Blackbones, Bleylock (saisons 1 et 2), Brim Simbra, Woowamboo, Ballow, Le directeur de publicité de Mei, un supporter Wamba (saison 2)
- Antoine Tomé : Artégor Nexus, Bennett, Duc Maddox, Harris (saisons 2 et 3), Lord Phénix / Magnus Blade (saison 3), Brim Balarius, le père de Mei
- Isabelle Noérie : Callie, Yuki,
- Version française :
  - Société de doublage : Audi'Art
  - Direction artistique : Bernard Jung
  - Adaptation des dialogues : Nevem Alokpah
  - Enregistrement et mixage : Sybille Bernheim

 Source et légende : version française (VF) sur RS Doublage et Planète Jeunesse

## Personnages
- D'Jok : D'Jok est considéré comme la star des Snow Kids et joue au poste d’attaquant. Il est très investi dans le Galactik Football et donne toujours le meilleur de lui-même pour que son équipe remporte la Galactik Football Cup. Dans la saison 1, il est élevé par sa mère adoptive Maya, à la demande de sa mère biologique avant sa mort. Il découvrira plus tard que Sonny Blackbones est en réalité son père. En saison 2, il prend la place de Rocket dans le match des All-Stars et devient capitaine. En saison 3, il quitte les Snow Kids pour rejoindre l’équipe Paradisia, mais finit par revenir. Il aide aussi Warren et Artegor à entraîner de jeunes joueurs. À la fin de la saison 1, D'Jok embrasse Mei et ils sortent ensemble jusqu’au début de la saison 3. Mei le quitte, le trouvant trop contrôlant, pour Sinedd. Plus tard, D’Jok embrasse Nikki 4, ce qui est filmé par un paparazzi et vu par Mei. Bien qu’un peu arrogant et parfois égoïste, D’Jok a aussi un bon fond. Il est très proche de Micro-Ice, et ami avec Thran, Ahito et Mark. Sinedd est son rival, mais à la fin de la saison 3, ils deviennent amis. Son joueur préféré est Warren. Il porte le maillot numéro 9, a les cheveux rouges en pics et les yeux verts.

- Rocket : Rocket est le neveu d’Aarch et le fils de Norata, ancien joueur star. Dans la saison 1, il aide son père dans son entreprise de fleurs, mais décide de passer les sélections avec l’aide de Tia. Il devient capitaine des Snow Kids grâce à son talent. Il découvre que sa mère, Kira, est toujours en vie. Bien qu’il lui en veuille d’avoir abandonné sa famille, il lui pardonne en apprenant que ses parents souhaitent se retrouver pour son bien. En saison 2, il est suspendu pour avoir utilisé le Souffle en dehors des matchs, afin de sauver Tia. Il quitte l’équipe et joue au Netherball, mais finit par revenir grâce à Tia. En saison 3, il devient l'entraîneur temporaire des Snow Kids. Il est en couple avec Tia. Rocket est réservé au début, mais se révèle intelligent et stratégique. Il est grand, a les cheveux bruns longs attachés en queue de cheval (saison 2), porte le numéro 5 et joue au milieu de terrain.

- Tia : Fille de l’ambassadeur d’Obia Moon, Tia s’enfuit pour tenter les sélections à Akillian. Elle rencontre Rocket lors d’un crash de vaisseau. Bien que ses parents soient au départ opposés à sa participation, ils finissent par l’accepter. Elle est la première à maîtriser le Souffle. En saison 2, Rocket la sauve de la chute d’une falaise, ce qui entraîne sa suspension. Elle en veut à D’Jok de ne rien avoir fait. Elle défie Rocket au Netherball pour le faire revenir. Pendant un moment, elle quitte l’équipe pour sauver ses parents avec l’aide de Sonny Blackbones. En saison 3, elle devient capitaine. Jalouse de Lun Zia, elle apprend que celle-ci est déjà en couple. Tia est douce, loyale et timide. Elle porte le numéro 4, a les cheveux blonds et les yeux verts, et joue au milieu de terrain.

- Micro-Ice : Micro-Ice est le comique du groupe. Meilleur ami de D’Jok, Thran, Ahito et plus tard de Mark. Au début, il ne prend pas les sélections au sérieux, mais est heureux d’être retenu. Il est amoureux de Mei, mais est déçu qu’elle préfère D’Jok. Il revient dans l’équipe après que D’Jok ait déclaré publiquement qu’il manquait. Il est le dernier à maîtriser le Souffle. Il a ensuite un faible pour Zoelene, puis une relation avec Yuki (saison 2), qu’il perd quand elle rejoint Team Electra. Il retrouve Zoelene par la suite. À la fin de la saison 3, il disparaît lors d’un entraînement avec Mei et d'autres enfants. Micro-Ice est décontracté, bon danseur, et porte le numéro 3. Il a les cheveux noirs, les yeux argentés et joue attaquant.

- Mei : Sa mère veut qu’elle devienne mannequin et utilise le Galactik Football pour l’y pousser. Mei flirte avec D’Jok pour rendre Micro-Ice jaloux, mais retourne jouer défenseure. Grâce à Micro-Ice, elle affirme sa volonté de rester joueuse de Soccar. Elle porte le numéro 7.

- Thran : Frère jumeau d’Ahito, Thran est défenseur. Très apprécié pour son caractère calme et joyeux, il est passionné de technologie et aide souvent Clamp. En saison 2, il soutient Ahito pendant sa maladie. Il aide aussi sa cousine Yuki à s’intégrer. En saison 3, il continue d’exprimer sa passion pour les gadgets. Il aide Clamp à éviter une explosion dans un vaisseau sur Paradisia.

- Ahito : Gardien de but des Snow Kids, frère jumeau de Thran. Victime d’une maladie en début de saison 2, il retourne sur Akillian pour se soigner. Yuki le remplace. Il revient pour les phases finales du tournoi, mais cache son état de santé. Lors de la finale, affaibli, il demande à sortir. En saison 3, on découvre qu’il peut absorber le Fluide, ce qui causait sa maladie. Cela permet de sauver l’équipe après la perte du Souffle. Il redistribue l’essence du Multi-Fluide à tous.

- Clamp : Professeur Clamp (anciennement Yarrit Labnor) est le conseiller technique des Snow Kids. Il est l’un des créateurs du MétaFluide.

- Dame Simbai : Médecin des Snow Kids et agent secret du Cercle des Fluides. Vieille amie d’Aarch, elle joue un rôle maternel et veille au bien-être des joueurs.

- Aarch : Ancien joueur vedette d’Akillian, fondateur et coach des Snow Kids. Frère de Norata et oncle de Rocket, il est aussi lié à Adium, présidente de la Ligue. Exigeant mais juste, il prend toujours les meilleures décisions pour l’équipe. Aarch est une légende du Soccar. Il fut le dernier à utiliser le Souffle avant la catastrophe causée par l’explosion du MétaFluide, qui déclencha l’Âge de glace. Après cet événement, il rejoint l’équipe Shadow avec Artegor, mais quitte le groupe lorsque le Fluide du Smog le rend malade. Soigné par Dame Simbai, il revient à Akillian grâce au soutien de Clamp et fonde les Snow Kids.

## Les Fluides
Le Fluide est une énergie cosmique puissante qui prend de nombreuses formes selon les planètes. Le Fluide était considéré comme une menace énorme pour toute la galaxie et a été interdit, sauf dans le Galactik Football. Une organisation connue sous le nom de Cercle des Fluides surveille en permanence l’utilisation du Fluide et signale toute anomalie à la Ligue de Galactik Football.
- Le Souffle d'Akillian : Le Souffle d’Akillian (plus communément appelé le Souffle) est une forme de Fluide qui s’est développée spécifiquement sur la planète Akillian. Ce Fluide se manifeste sous la forme d’un nuage d’énergie bleue qui entoure le joueur et le ballon lorsqu’il est utilisé. Le Souffle est le Fluide utilisé par les Snow Kids et les Tigres Rouges.

- Le Smog : Le Smog est le Fluide des habitants de l’archipel des Shadows. Ce Fluide se manifeste sous la forme d’un nuage de fumée noire qui entoure le joueur et le ballon. Le Smog est le Fluide utilisé par les Shadows. Le Smog est extrêmement puissant, généralement considéré comme supérieur au Souffle d’Akillian. Ce Fluide, bien qu’efficace, est connu pour provoquer des maladies chez les autres joueurs, ce qui en fait l’un des Fluide les plus dangereux à utiliser dans la série.

- Le Cri de Métal : Le Cri de Métal est une forme de Fluide qui s’est développée spécifiquement sur la planète Unadar. Ce Fluide se manifeste sous la forme d’une énergie jaune qui entoure le joueur et le ballon. Le Cri de Métal est le Fluide utilisé par les Rykers.

- L'Esprit d'Ibo : L'Esprit d'Ibo est une forme de Fluide qui s’est développée spécifiquement sur la planète des Wambas. Ce Fluide se manifeste sous la forme d’une brume orange qui entoure le joueur lorsqu’il est utilisé. L'Esprit d'Ibo est le Fluide utilisé par les Wambas.

- La Vague Ionique : La Vague Ionique est une forme de Fluide qui s’est développée spécifiquement sur la planète Xzion. Ce Fluide se manifeste sous la forme d’éclairs blancs qui entourent le joueur et le ballon lorsqu’il est utilisé. La Vague Ionique est le Fluide utilisé par les Lightnings.

- L'Onde Cérébrale : L'Onde Cérébrale est une forme de Fluide qui s’est développée spécifiquement sur la planète Cyclopia. Ce Fluide se manifeste sous la forme d’un flot d’anneaux verts émis depuis l’œil de l’utilisateur. Ce Fluide est utilisé par les Cyclopes.

- La Fournaise de Xénon : Les Fournaise de Xénon est une forme de Fluide qui s’est développée spécifiquement sur la planète des Xénons. Ce Fluide se manifeste sous la forme d’une substance fluide, vert-jaune, qui entoure le joueur et le ballon lorsqu’il est utilisé. La Fournaise de Xénon est le Fluide utilisé par les Xénons.

- La Vague Hectonia : La Vague Hectonia est le Fluide utilisé par les Elektras. Elle prend la forme d’une vague d’eau entourant les joueuses et le ballon. Yuki parvient à maîtriser La Vague Hectonia, étant la seule joueuse non originaire d’Hectonia à réussir à la contrôler dans la série. Ce Fluide est également prélevé sur elle pour créer un Multi-fluide. La Vague Hectonia possède une histoire particulière : comme Hectonia se trouve très loin du reste de la galaxie, les Elektras n’avaient pas de flux à l’origine. Ce n’est qu’après une période de travail acharné qu’elles ont réussi à l’éveiller.

## Diffusion internationale
| Pays               | Chaîne                                                 |
| ------------------ | ------------------------------------------------------ |
| Allemagne          | RTL II                                                 |
| Belgique           | La Trois                                               |
| Brésil             | Rede Record                                            |
| Canada             | Société Radio-Canada                                   |
| Chili              | TVN                                                    |
| Corée du Sud       | EBS, Nickelodeon                                       |
| Espagne            | Forta, ETB 1, TV3                                      |
| États-Unis         | Sorpresa TV                                            |
| France             | France 2, Jetix, Disney XD, France 4, Gulli, TV5 Monde |
| Grèce              | Alter (en)                                             |
| Inde               | Jetix                                                  |
| Indonésie          | Redcandle                                              |
| Israël             | Jetix                                                  |
| Italie             | K-2                                                    |
| Lituanie           | LNK                                                    |
| Malaisie           | Natseven                                               |
| Maroc              | 2M                                                     |
| Mexique            | Televisa                                               |
| Pays-Bas           | Jetix                                                  |
| Pérou              | América-TV                                             |
| Portugal           | SIC                                                    |
| Russie             | Jetix, 2х2                                             |
| République tchèque | Jetix                                                  |
| Royaume-Uni        | GMTV 2, CITV                                           |
| Singapour          | Okto Singapore                                         |
| Turquie            | TRT                                                    |
| Ukraine            | TET                                                    |
| Géorgie            | 1YV                                                    |
| Pologne            | Disney XD (Jetix)                                      |

## Produits dérivés

### DVD
En France, seule la première saison est sortie en DVD. En revanche, en Espagne, l'intégrale de la deuxième saison, composée de quatre DVD, est sortie le 19 octobre 2010, mais sans la version française. La troisième saison quant à elle n'est jamais sortie en DVD.
| Intitulé du coffret                            | Nombre d'épisodes | Support | Nombre de disques | Date de sortie | Éditeur      | Distributeur                 |
| ---------------------------------------------- | ----------------- | ------- | ----------------- | -------------- | ------------ | ---------------------------- |
| Galactik Football - L'intégrale de la saison 1 | 26                | DVD     | 4                 | 6 août 2007    | Studio Canal | Universal Studio Canal Vidéo |
| Galactik Football - Saison 1, volume 1         | 14                | DVD     | 2                 | 4 août 2009,   | Studio Canal | Universal Studio Canal Vidéo |
| Galactik Football - Saison 1, volume 2         | 12                | DVD     | 2                 | 4 août 2009,   | Studio Canal | Universal Studio Canal Vidéo |

### Jeux vidéo
Le 13 février 2009, le développeur néerlandais Virtual Fairground (en) annonce un accord de licence mondial avec Alphanim afin de développer un jeu en ligne massivement multijoueur (MMO), basé sur la série, intitulé Club Galactik. Le développement du jeu débute au printemps 2009, pour un lancement complet prévu en 2010, l'année de la Coupe du monde de football. Virtual Fairground édite et développe le jeu entièrement. 

Logo du jeu vidéo Club Galactik.

Maarten Brands, cofondateur et directeur de Virtual Fairground, déclare que « les enfants seront bientôt en mesure de créer leurs propres joueurs et équipes afin de remporter la Galactik Football Cup. Outre la quête globale, nous créons de nombreux mini-jeux, des distractions amusantes et des fonctionnalités de socialisation pour lier les enfants et le public ». Le développent du jeu est alors basé sur la technologie Adobe Flash et s'exécute directement depuis le navigateur, sans avoir besoin d'un client ou d'un autre plugin.
Le 4 juin 2009, la version bêta du jeu est lancée. Cette première version permet de créer son propre personnage du Club Galactik et de choisir parmi trois des sept équipes de Galactik Football : les Snow Kids, les Wambas et les Shadows. Cependant, Club Galactik est annulé avant même que la version finale ne soit publiée. Ilja Goossens, cofondateur de Virtual Fairground, déclare alors que le jeu « n'est pas devenu le succès que nous espérions tous ». Il ajoute également que le rachat de la chaîne Jetix, qui participe au financement du jeu, par The Walt Disney Company, est l'une des raisons de l'annulation. Disney n'ayant pas poursuivi la collaboration avec Virtual Fairground, il s'agit alors d'un tiers du financement en moins.
Dans la troisième saison, D'Jok fonde avec Warren et Artegor le Club Galactik, une académie d'entraînement similaire à celle de Aarch conçue pour former les futurs joueurs du Galactik Football.
Parallèlement, un jeu vidéo basé sur la série, sobrement intitulé Galactik Football, édité par 505 Games et développé par Beast Studios, sort le 11 juin 2009 en France uniquement sur Nintendo DS.

### Bande originale
La bande originale de la série, composée par Marc Tomasi et Mehdi Elmorabit, sort le 4 janvier 2010 par Alphanim Musique.
| 1.         | Générique Galactik Football | 1:03 |
| 2.         | Glaciation                  | 3:09 |
| 3.         | Stadium                     | 2:38 |
| 4.         | Les Shadows                 | 3:05 |
| 5.         | Les Snow Kids               | 2:57 |
| 6.         | Touché au cœur              | 1:20 |
| 7.         | Les Pirates                 | 1:58 |
| 8.         | Les Wambas                  | 3:03 |
| 9.         | Les Technodroïdes           | 2:30 |
| 10.        | Promenade                   | 1:38 |
| 11.        | Gare au but                 | 2:55 |
| 12.        | Tu peux le faire            | 3:34 |
| 13.        | Tia & Rocket                | 1:03 |
| 14.        | Penalty                     | 3:18 |
| 15.        | La dernière chance          | 1:35 |
| 16.        | La coupe                    | 4:15 |
| 40 min 1 s |                             |      |

### Film
Galactik Football a été adapté en film en Russie en 2020, sous le titre Cosmoball.

### Autres
Sur la trace des champions est une bande dessinée, basée sur la série, écrite par Guillaume Mautalent et Sébastien Oursel et dessinée par Pascal Bertho et Philippe Grivot. Elle est sortie le 14 juin 2006 chez l'éditeur Jungle Kids.
Un an plus tard, le 24 octobre 2007, est commercialisé Le Réveil d'Akillian, un roman de Jean-Marc Ligny, édité par Hachette. Il suit globalement l'action des premiers épisodes de la première saison de la série, jusqu'à la fin de l'épisode six : La relance. Le roman révèle, notamment, ce qui a déclenché la guerre des Fluides, ce qui n'est jamais été expliqué dans la série.